# Portafoglio (finanza)

Un portafoglio (in lingua inglese portfolio), nella finanza, è un insieme di attività finanziarie, appartenenti a persone fisiche o giuridiche, in seguito ad un investimento. 

## Descrizione
L'investimento in un portafoglio di titoli risulta essere meno rischioso dell'allocazione di un capitale su un'unica tipologia di titoli (solo azioni o solo obbligazioni) se opportunamente diversificati, nel senso che tra le attività finanziarie vi deve essere una correlazione negativa.
Sebbene la statistica avesse già scoperto da tempo la relativa legge, i principali studi in campo finanziario si devono ai Premi Nobel Harry Markowitz, Merton Miller e William Sharpe (1990).
La creazione di un portafoglio si spiega con l'esigenza per l'investitore di operare una diversificazione dei propri investimenti, così da ridurre il più possibile il rischio di subire perdite a causa della perdita di un singolo titolo.
La denominazione portafoglio si deve all'estensione del significato originario della parola, che indica un contenitore di banconote e documenti personali, a imitazione del vocabolo inglese.
Esistono vari tipi di portafogli, di cui i principali sono:
- Il portafoglio di mercato. È un concetto dal modello della valutazione dei capitali fissi  (il CAPM – ovvero Capital Asset Pricing Model), che rappresenta un portafoglio ipotetico che include tutti i titoli disponibili sul mercato in proporzioni corrispondenti alla loro capitalizzazione di mercato e serve come un importante punto di riferimento per la valutazione delle capacità dei singoli portafogli.

- Il portafoglio con zero investimenti. È una strategia di investimento in cui le posizioni positive e negative vengono bilanciate in tal modo che l'investimento totale sia pari a zero, il che consente al trader di trarre il profitto dalle relative variazioni dei prezzi degli attivi minimizzando nello stesso tempo l'investimento.

La distribuzione degli attivi del portafoglio può essere gestita con l’utilizzo dei diversi approcci d’investimento:
- La ponderazione dei dividendi comprende un approccio d’investimento in cui le azioni di una società con i dividendi alti occupano una quota elevata del portafoglio, creando il potenziale per un reddito dei dividendi elevato.
- L’uguale ponderazione è un metodo in cui tutte le azioni in un portafoglio hanno la stessa quota, il che riduce il rischio legato ai singoli titoli.
- La ponderazione della capitalizzazione significa che la dimensione di un investimento in un'azione viene determinata dalla capitalizzazione di mercato della società, il che aumenta la resistenza del portafoglio all’altalena commerciale.
- La ponderazione del prezzo significa la distribuzione degli attivi di un portafoglio in base al prezzo delle azioni, il che può portare alla concentrazione nelle azioni più costose.
- Il modulo della valutazione dei capitali fissi (ovvero il CAPM) viene utilizzato per determinare il rendimento previsto degli attivi in un portafoglio in base al loro rischio sistematico.
- La teoria dei prezzi dell’arbitraggio.
- Indice alfa di Jensen.
- Indice di Treynor.
- Modello del Valore a rischio (il Value-at-Risk, VaR).